# العلاقات الأردنية الكورية الشمالية
العلاقات الأردنية الكورية الشمالية هي العلاقات الثنائية التي تجمع بين الأردن وكوريا الشمالية.

## مقارنة بين البلدين
هذه مقارنة عامة ومرجعية للدولتين:
| وجه المقارنة                                              | الأردن                   | كوريا الشمالية                        |
| --------------------------------------------------------- | ------------------------ | ------------------------------------- |
| المساحة (كم2)                                             | 89.34 ألف                | 120.54 ألف                            |
| عدد السكان (نسمة)                                         | 9.81 مليون               | 25.49 مليون                           |
| الكثافة السكانية (ن./كم²)                                 | 109.81                   | 211.47                                |
| العاصمة                                                   | عمان                     | بيونغيانغ                             |
| اللغة الرسمية                                             | اللغة العربية            | لغة كوريا الشمالية القياسية ‏          |
| العملة                                                    | دينار أردني              | وون كوري شمالي                        |
| الناتج المحلي الإجمالي (بليون دولار)                      | 40.07 مليار              |                                       |
| الناتج المحلي الإجمالي (تعادل القوة الشرائية) بليون دولار | 82.80 مليار              |                                       |
| الناتج المحلي الإجمالي الاسمي للفرد دولار أمريكي          | 4.94 ألف                 |                                       |
| الناتج المحلي الإجمالي للفرد دولار أمريكي                 | 12.05 ألف                |                                       |
| مؤشر التنمية البشرية                                      | 0.748                    |                                       |
| رمز المكالمات الدولي                                      | +962                     | +850                                  |
| رمز الإنترنت                                              | .jo                      | .kp                                   |
| المنطقة الزمنية                                           | ت ع م+02:00، ت ع م+03:00 | ت ع م+08:30، ت ع م+08:30، ت ع م+09:00 |

## منظمات دولية مشتركة
يشترك البلدان في عضوية مجموعة من المنظمات الدولية، منها:
| علم المنظمة | اسم المنظمة              | تاريخ انضمام الأردن | تاريخ انضمام كوريا الشمالية |
| ----------- | ------------------------ | ------------------- | --------------------------- |
|             | الاتحاد الدولي للاتصالات | 20 مايو 1947        | ?                           |
|             | يونسكو                   | 14 يونيو 1950       | 18 أكتوبر 1974              |
|             | الاتحاد البريدي العالمي  | ?                   | ?                           |
|             | الأمم المتحدة            | 14 ديسمبر 1955      | 17 سبتمبر 1991              |

## وصلات خارجية
- موقع وزارة الخارجية الأردنية
- موقع وزارة الخارجية الكورية الشمالية